# بطولة دوري كرة القدم المتحدة 2018
بطولة دوري كرة القدم المتحدة 2018 (بالإنجليزية: 2018 USL season)‏ هو الموسم 8 من دوري الولايات المتحدة - البطولة. أشرف على تنظيمه اتحاد الولايات المتحدة لكرة القدم، وكان عدد الأندية المشاركة فيه 33، وفاز فيه FC Cincinnati (2016–2018) ‏.